# Dachtmissen (Reppenstedt)
Dachtmissen ist ein Ortsteil der Gemeinde Reppenstedt in Niedersachsen.

## Geographie
Der Ort liegt zwei Kilometer westlich von Reppenstedt.

## Geschichte
Am 1. März 1974 wurde Dachtmissen in die Gemeinde Reppenstedt eingemeindet.

### Einwohnerentwicklung
| Jahr      | 1925 | 1933 | 1939 |
| --------- | ---- | ---- | ---- |
| Einwohner | 97   | 82   | 91   |